# Asaulenko
Asaulenko je priimek več oseb:
- Aleksander Ivanovič Asaulenko, sovjetski general
- Oleg Asaulenko, ameriški novinar